# 森鷗外
森鷗外（日语：／ Mori Ōgai，1862年2月17日—1922年7月9日），石見国津和野（今島根縣津和野町）出生及出身，本名森 林太郎，號鷗外，又別號觀潮樓主人、鷗外漁史。日本明治至大正年間小說家、評論家、翻譯家、醫學家、軍醫（官至陆军省医务局长，陆军军医总监军衔，即中将军衔）、官僚。森鷗外是日本第二次世界大戰以前與夏目漱石齊名的文豪。

## 生平
森鷗外於1882年自東京帝國大學醫學部畢業，被任命為陸軍軍醫副中尉，並於東京陸軍醫院服務。
1884年，森鷗外赴德國留學，期間受到叔本華與哈特曼的影響，歸國後，將留學期間與一位德國女子之間的悲戀故事，寫成了處女作小說《舞姬》，《舞姬》中女主角艾莉絲於森鷗外歸國後，曾迢迢追至日本，但森鷗外避不見面，最後受森家一族的勸導，才傷心地回國。
於1893年7月7日 - 1899年6月8日任職陸軍軍醫學校校長。
晚年埋頭於史料的考證，也寫過幾部人物傳記，如《澀江抽齋》等。所傳人物多為專心學術、不問世事的學者，表現作者晚年企圖擺脱世俗的心境。1922年7月19日逝世。

## 主要作品

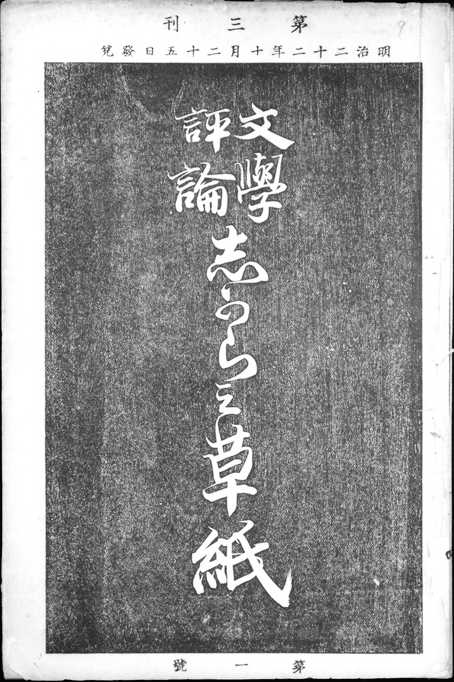
森鷗外創辦並於其上發表作品的文藝（文學評論）雜誌「志がらみ草紙」第一期封面

### 小説
- 舞姬（1890年1月、「国民之友（日语：国民之友）」）
- （1890年8月、「国民之友」）
- （1891年1月、吉岡書店）
- 半日（1909年3月、「昴（日语：スバル (文芸雑誌)）」）
- 魔睡（1909年6月、「昴」）
- Vita Sexualis（1909年7月、「昴」）
- （1909年8月、「昴」）
- 金貨（1909年9月、「昴」）
- 杯（1910年1月、「中央公論」）
- 青年（日语：青年 (小説)）（1910年3月－11年8月、「昴」）
- 普請中（日语：普請中）（1910年6月、「三田文学」）
- 花子（1910年7月、「三田文学」）
- 玩耍（あそび）（1910年8月、「三田文学」）
- 食堂（1910年12月、「三田文学」）
- 蛇（1911年1月、「中央公論」）
- 妄想（1911年4月、「三田文学」）
- 雁（日语：雁 (小説)）（1911年9月－1913年5月、「昴」）
- 灰燼（1911年10月－12月、「昴」）
- 百物語（1911年10月、「中央公論」）
- 彷彿...（かのように）（1912年1月、「中央公論」）
- （1912年10月、「中央公論」）
- 阿部一族（日语：阿部一族）（1913年1月、「中央公論」）
- 大盐平八郎（1914年1月、「中央公論」）
- 堺事件（1914年2月、「新小說」）
- 安井夫人（1914年4月、「太陽」）
- 山椒大夫（1915年1月、「中央公論」）
- 爺爺奶奶（1915年9月、「新小説」）
- （「中央公論」、1915年10月）
- 高瀨舟（日语：高瀬舟 (小説)）（1916年1月、「中央公論」）
- 寒山拾得（日语：寒山拾得 (森鷗外)）（1916年1月、「新小說」）

### 戯曲
- 生田川

### 翻譯
- 佩德罗·卡尔德隆·德·拉·巴尔卡《調高矣津弦一曲》（1889年）※與三木竹二合譯
- 《於母影》（1889年、新声社訳、「国民之友」夏期付録）
- 漢斯·克里斯蒂安·安徒生《即興詩人（日语：即興詩人）》（1892年11月－）
- 歌德《浮士德》（第一部：1913年1月、第二部：3月、冨山房）
- 奥斯卡·王爾德《莎乐美》

### 史傳
- 澁江抽齋（日语：澁江抽齋）（1916年1月－5月、「東京日日新聞」「大阪每日新聞」）

## 醫學事故

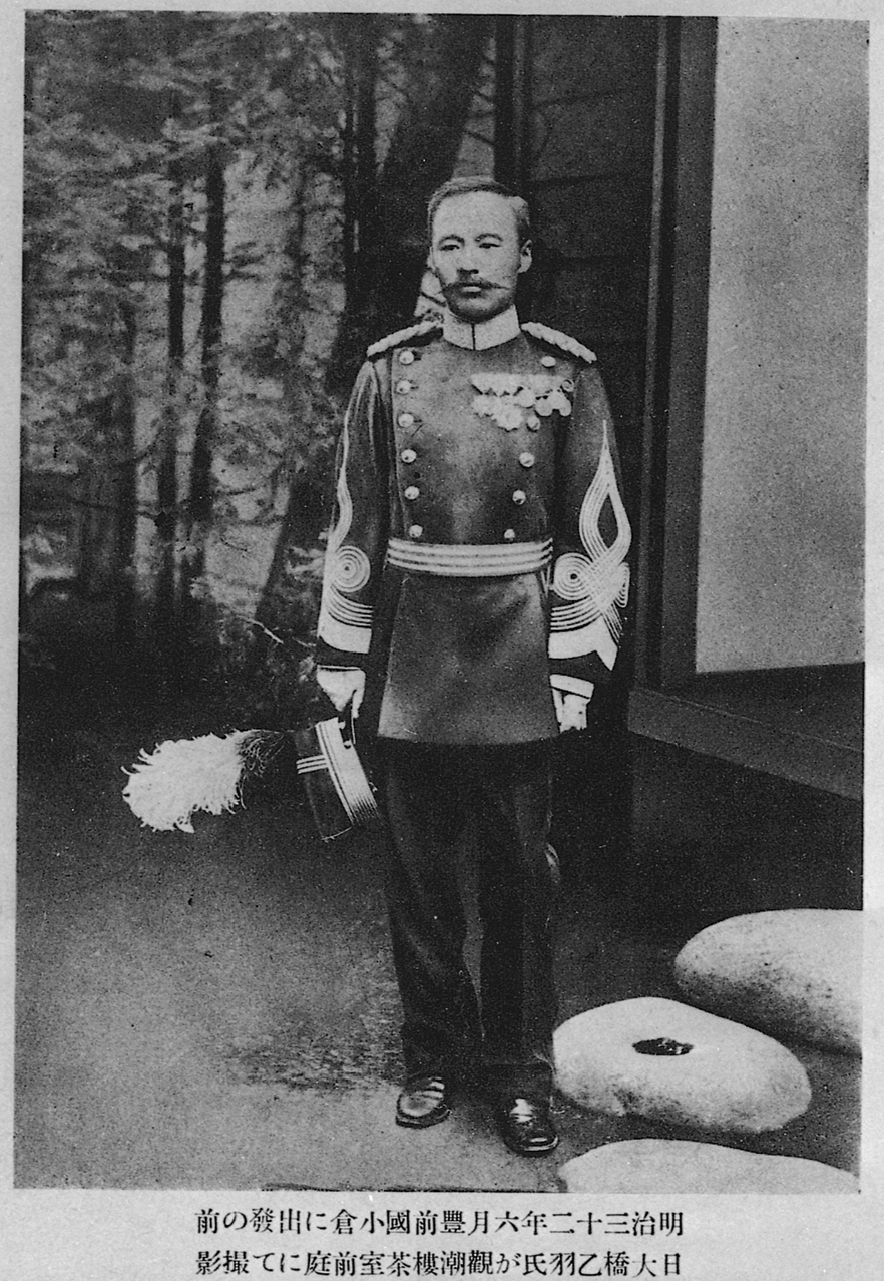
身著軍裝的森鷗外，攝於1899年

森鷗外堅信腳氣病源細菌說，大肆抨擊食物說，拒陸軍採納米麥混食，斥責海軍的洋食實驗為毫無科學根據的魯莽舉動，甚至嚴厲指控主導海軍伙食改革的高木兼寬。
1894年，不少陸軍軍醫目睹海軍實施伙食改良後，成功抑制腳氣病，他們態度略有鬆動，但森鷗外堅持己見，毫不妥協。甲午戰後，日本治理台灣之初，他監調任台灣總督府陸軍局軍醫部長，嚴禁陸軍部隊擅自提供米麥混食。結果，他駐台三個月內，將近兩萬五千名士兵中，有百分之九十罹患腳氣病，二千餘人病死。據史家近幾年來考證，森鷗外當時之所以匆匆離開台灣，除了束手無策外，更是意圖逃避責任，還在公私文件上故意遺漏或竄改紀錄，強要抹消該段污史劣跡。
繼任台灣總督府陸軍局軍醫部長的土岐賴德，眼見事態急迫申請准許米麥混合的伙食。返回東京擔任陸軍軍醫校校長的森鷗外作對到底，遊說陸軍軍醫行政高層，祭出一紙行文措詞異常古怪的訓令：「關於麥飯混食，可以實驗，不准施行。」在台灣收拾殘局的土岐賴德憤罵森鷗外是「嫉妒他人偉勳、執著自家陋見的齷齪小人」「囿於私見、貽誤國家大計的區區賤大夫」。

## 家族

### 兄弟姊妹
- 小金井喜美子：妹妹，日本近代歌人、譯者。

### 後代
森鷗外子女的名字皆為西方人名的當字。
- 森於菟（Otto）：長男，醫者、醫學博士、解剖學教授，日本台北帝大（現台灣大學）醫學部解剖學講座教授兼醫學部長（醫學院院長，係台北帝大最后1任醫學部長），戰後任日本帝國女子醫學專門學校校長。
- 森茉莉（Marie）：長女，作家，其母為森鷗外第二任妻子森志げ，其作品深受其父親影響。
- 小堀杏奴（Anne）：次女，其母為森志げ，散文家。
- 森不律（Fritz）：次男，夭折。
- 森類（Louis）：三男，其母為森志げ，散文家。
- 森富（Tom）：長孫，森於菟長子，前日本國立東北大學總長（日本語稱大學校長為總長）
- 星新一：小金井喜美子之外孫，日本科幻小說家。

## 紀念

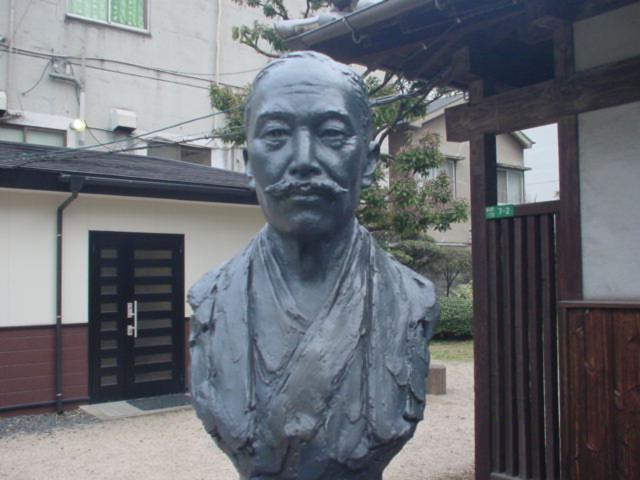
森鷗外故居外的森鷗外塑像

- 文京區立森鷗外紀念館（文京区立森鷗外記念館），設於東京都文京區，森鷗外晚年所居住的「觀潮樓」舊址。
- 森鷗外紀念館 (柏林)（Mori Ogai Gedenkstätte），設於德國柏林
- 森鷗外紀念館（森鷗外記念館），設於其出生的島根縣津和野町，旁邊為其故居。

## 影視形象
| 年份 | 作品     | 演員   |
| ---- | -------- | ------ |
| 2008 | 一八九五 | 谷炫錞 |

## 外部連結
- （日語）森鸥外：作家別作品列表 （页面存档备份，存于）（青空文庫）
- （日語）作品リスト （页面存档备份，存于）（近代デジタルライブラリー。往時の印刷状態のまま読める）
- （日語）文京区立本郷図書館鴎外記念室（文京区）
- （日語）鴎外文庫書入本画像データベース （页面存档备份，存于）（東京大学総合図書館。鴎外の自筆草稿や書入本を見ることができる）
- （日語）森鸥外
- （日語）森鸥外經歷 （页面存档备份，存于）
- （日語）森鸥外遺言
- （日語）森鴎外 名所
- （日語）近代文学研究会：『舞姫』論、鴎外の医学方面での活動 （页面存档备份，存于）
- （日語）島根ゆかりの文学者　森 鴎外